# Olga Sorkine-Hornung
Olga Sorkine-Hornung (Moscou, 1981) é uma cientista da computação russa, professora de ciência da computação do Instituto Federal de Tecnologia de Zurique (ETH Zurich), que trabalha nas áreas de computação gráfica, modelagem geométrica e processamento geométrico.

## Prêmios e distinções
- 2008: EUROGRAPHICS Young Researcher Award[5]
- 2011: ACM SIGGRAPH Significant New Researcher Award[6]
- 2012: Latsis Prize da ETH Zurich[7]
- 2012: ERC Starting Grant[8]
- 2013: Intel Early Career Faculty Award[9]
- 2014: Best Paper Award at Eurographics Symposium on Geometry Processing 2014[10]
- 2015: Fellow of the Eurographics Associationlibrary[11]
- 2015: Symposium on Geometry Processing Software Award for libigl, a C++ geometry processing library[10]
- 2016: Best Paper Award at the International Conference on 3D Vision (3DV) 2016[12]
- 2017: EUROGRAPHICS Outstanding Technical Contributions Award[13]
- 2017: Prêmio Rössler[14]